# Aventures de Nicolas Doswiaczynski
Les Aventures de Nicolas Doswiaczynski, Mikołaja Doświadczyńskiego przypadki en polonais, est un roman publié en 1776 par Ignacy Krasicki. Ce roman, le premier à avoir été écrit en langue polonaise, est un jalon déterminant dans la littérature de ce pays.

## Présentation
Le héros du roman, un noble polonais du nom de Nicolas Doswiaczynski (Mikołaj Doświadczyński : Nicolas Sagesse en polonais), accumule, au cours de ses pérégrinations à Varsovie, Paris et l’île fictive de Nipu, des expériences personnelles qui l’amènent au rationalisme. Sa vie lui apprend à être un homme de bien et, partant, un bon citoyen. Cette relation constitue une apologie des Lumières et de la physiocratie.